# Fredelon de Chameliac
Fredelon de Chameliac ou Freelan de Chamilly (? - 925) foi Senhor de Semur-en-Brionnais e um dos homens mais poderosos da Borgonha no seu tempo.

## Relações familiares
Foi o segundo marido do Godilde do Maine, filha de Godofredo III do Maine, Conde do Maine, tendo esta casado em primeiras núpcias com Herveu da Bretanha conde do Maine. 
Do casamento de Fredelon com Godilde nasceu:
1. Josserando Bers (? - 944) casado com Ricoara.